# Подзьке сільське поселення
По́дзьке сільське поселення (рос. Подзьское сельское поселение) — муніципальне утворення у складі Койгородського району Республіки Комі, Росія. Адміністративний центр — селище Подзь.

## Населення
Населення — 1148 осіб (2017, 1286 у 2010, 1665 у 2002, 2101 у 1989).

## Склад
До складу поселення входять такі населені пункти:
| Населений пункт    | Населення, осіб (1989) | Населення, осіб (2002) | Населення, осіб (2010) |
| ------------------ | ---------------------- | ---------------------- | ---------------------- |
| Зимовка, селище    | 509                    | 421                    | 294                    |
| Іван-Чом'я, селище | 279                    | 171                    | 118                    |
| Подзь, селище      | 1310                   | 1068                   | 872                    |
| Тиб'ю, селище      | 3                      | 5                      | 2                      |